# Ринчиннямын Амаржаргал
Ринчиннямын Амаржаргал (род. 2 февраля 1961, Улан-Батор) — монгольский политик, экономист и педагог, член Демократической партии, неоднократно избиравшийся депутатом парламента. В 1998—1999 годах занимал пост министра иностранных дел Монголии, в 1999—2000 годах — премьер-министр страны.
Окончил среднюю школу в Улан-Баторе и финансово-экономический факультет университета им. Плеханова в Москве, где в 1982 году получил диплом экономиста; вскоре после возвращения на родину был призван на военную службу и с 1983 по 1990 год преподавал экономику в Военном университете, с 1990 по 1991 год (уволившись из армии в звании капитана) — в Техническом университете в Улан-Баторе. С 1991 по 1996 год был ректором Экономического университета. В 1992—1993 годах стажировался в Маастрихтском международном университете менеджмента и в Университете Западного Онтарио. В 1994 году поступил в аспирантуру в Брэдфордский университет, где учился в течение одного года, получив степень магистра макроэкономической политики и планирования.
С самого начала своей политической карьеры в 1992 году был связан с Демократической партией. В 1996 году он был избран в парламент, в 1998 году, будучи членом Демократической коалиции, занял пост министра иностранных дел. Затем с 30 июля 1999 года по 26 июля 2000 года был премьер-министром Монголии. Потерял власть по итогам парламентских выборов 2000 года, когда Монгольская народно-революционная партия получила 72 из 76 мест в Великом Хурале (парламенте). Амаржаргал в ходе тех выборов не смог не избраться в парламент, но на выборах в 2004, 2008 и 2012 годов получал место в парламенте от Демократической партии по разным округам, включая район Сухэ-Батор в столице страны. В 2013 году хотел отказаться от своего депутатского мандата в знак протеста против безответственной, по его мнению, политики правительства, но Великий Хурал не позволил ему этого сделать.
В ноябре 2014 года после отставки Норовына Алтанхуяга с поста главы правительства Амаржаргал был выдвинут Демократической партией в качестве кандидата на пост премьер-министра, однако его кандидатура не была поддержана остальными партиями вновь сформированной коалиции, и в конечном итоге пост премьер-министра занял другой политик от Демократической партии, Чимэдийн Сайханбилэг.
Амаржаргал руководит фондом своего имени, который занимается политическими и социальными вопросами. В 2003 году работал приглашённым профессором экономики в японском университете Хитоцубаси.